# COVID-19 persistente
O COVID-19 persistente, também conhecido como síndrome pós-COVID-19 ou COVID-19 crônica, é um termo utilizado para descrever uma série de sintomas que em longo prazo aparecem como sequelas depois do acometimento por COVID-19. Ainda que não exista uma definição exata acerca dessa doença, ela foi descrita como um quadro clínico caracterizado pela persistência de sintomas para além das quatro semanas depois do começo dos sintomas agudos da COVID-19 e que pode incluir sintomas próprios da doença em sua fase aguda, sintomas derivados de danos a diferentes órgãos produzidos pela doença e efeitos do tratamento ou a hospitalização por COVID-19. Os sintomas mais frequentes do COVID persistente incluem fadiga, dificuldade para respirar, dificuldade para concentrar-se, dor de cabeça, anosmia, tosse, depressão, e febre baixa. É mais comum em pacientes de sexo feminino e com comorbidades como diabetes mellitus, obesidade e síndrome metabólica, bem como naqueles que têm sofrido COVID-19 severa com internação em UTI. Seu tratamento consiste primordialmente na realização de exercício terapêutico adaptado e individualizado, e no tratamento de doenças concomitantes.

## Epidemiologia
Ainda que os dados epidemiológicos sobre o alcance e extensão da COVID persistente são limitados por se tratar de um fenômeno de aparecimento recente, vários estudos observacionais e de coorte prospectiva realizados na China, França, Espanha, Reino Unido, EUA e Itália que avaliaram as consequências em longo prazo da COVID-19 aguda encontraram que os pacientes que foram internados em UTI e/ou submetidos à ventilação mecânica são os mais propensos a desenvolver a síndrome.
Assim mesmo, os pacientes com comorbidades pulmonares, de avançada idade e/ou com obesidade possuem um maior risco de desenvolver COVID persistente. Com o avanço da pandemia por COVID-19 se evidenciou que os pacientes com patologias de base como diabetes mellitus, insuficiência renal crônica, doenças cardiovasculares, doenças do fígado ou receptores de transplante de órgãos tinham um risco maior de padecer por COVID-19 severo. No entanto, não se sabe com certeza que a presença destas comorbidades suponha um aumento no risco de padecer por COVID persistente.
Os pacientes do sexo feminino são os mais propensos a desenvolvê-lo, e possuem uma maior incidência de manifestações como fadiga, ansiedade e depressão com seis meses de rastreamento, em comparação com os do sexo masculino.
Existem dados epidemiológicos limitados de estudos que tenham avaliado a incidência de COVID-19 persistente considerando-se variáveis de raça e grupo étnico. Um artigo científico publicado em 2021 apontavam para resultados que indicavam que os pacientes de origem afro-asiática eram os mais propensos a serem acometidos por dificuldades para respirar depois de sua alta hospitalar em comparação aos caucasianos.
Pacientes que não desenvolveram sintomas de COVID-19 persistente em uma primeira infecção ainda podem desenvolvê-los em infecções subsequentes. Embora haja evidência de dano cumulativo causado por reinfecções (independente de vacinação) em um estudo com homens brancos e idade média de 63 anos, não é claro se o risco de desenvolvimento de COVID-19 persistente é maior ou menor em reinfecções na população geral. Um estudo preliminar e ainda não revisado sugere um risco menor no caso de reinfecção.

## Quadro clínico
Vários estudos têm analisado os sintomas manifestados em pacientes que se recuperaram da fase aguda de COVID-19 aos 60 dias de sua hospitalização. Entre estes, 32% ainda sofriam de sintomas relacionados com a doença, sendo a dispneia e a fadiga os mais comuns. É também comum entre estes pacientes apresentar dificuldades para conciliar o sono, bem como depressão e/ou ansiedade. Uma revisão sistemática publicada em maio de 2021 afirmou que até um 70% dos afetados por COVID-19 continuam apresentando alguns dos sintomas da doença meses após o período clínico, ainda que a maioria dos sujeitos analisados neste estudo tinham sido acometidos pela doença em sua fase aguda. Um estudo de coortes publicado na The Lancet no final de agosto do 2021 confirmou que o 49% dos pacientes que tinham sido internado no hospital por COVID-19 ainda sofriam ao menos uma sequela da doença 12 meses após a ter sido acometido pela mesma. Dos 1276 sujeitos analisados no estudo, 30% sofriam de dificuldades para respirar, e os 26% sofriam de depressão ou ansiedade um ano após sua alta hospitalar.
Descreveu-se que o quadro clínico do COVID persistente deriva de três fatores relacionados com a doença aguda: as manifestações de COVID-19 cuja duração supera a habitual da doença (aproximadamente quatro semanas, ainda que não exista uma definição consensual exata acerca disto), o dano em diferentes órgãos causado pela doença e os efeitos derivados do tratamento e/ou a hospitalização pela mesma.
Em termos gerais, as manifestações clínicas da COVID persistente podem ser amplamente variáveis e dependerão, em grande parte, da extensão do dano nos tecidos provocada pela COVID-19 em sua fase aguda. Adicionalmente, dependendo da localização dos mesmos, pode, assim mesmo, estabelecer-se uma distinção por origem.

### Manifestações respiratórias
Ainda que a severidade das complicações respiratórias em longo prazo relacionadas com a COVID-19 ainda se encontre em progresso de estudo, existem dados que mostram que uma verdadeira percentagem de pacientes que têm passado o período de convalescência depois da fase aguda da doença continuam sofrendo sintomas respiratórios. Entre estes destacam os já mencionados, ainda que também se dão casos de dependência em longo prazo da oxigenoterapia e diminuição da capacidade de resistência física. O mais característico dentro desta categoria é a dispneia, com uma prevalência dentre os 40% e os 50% aos 100 dias da hospitalização pós-COVID-19 aguda. No rastreamento aos seis meses depois da hospitalização, a distância percorrida por este tipo de pacientes é significativamente menor com respeito ao regular de referência em sujeitos sãos, com frequência devido a uma dificuldade para respirar ante a realização de um esforço, e aproximadamente os 6% dos pacientes ainda requerem de terapia de oxigénio aos 60 dias.

### Manifestações cardiovasculares e hematológicas
Através de mecanismos de citotoxicidade, observou-se que a COVID-19 pode causar complicações no miocárdio e o pericárdio, o qual pode provocar manifestações clínicas como dispneia, fadiga, disfuncão do sistema vegetativo e arritmias, entre outras. Adicionalmente, é comum achar nestes pacientes um aumento da predisposição à formação de fenômenos tromboembólicos causados por um estado de aumento dos processos de coagulação e inflamação sistêmica durante o da doença. A consequência direta disto pode se manifestar através de uma ampla variedade de sintomas como dificuldade para respirar, dor torácico, palpitações ou edema nas pernas, entre outros.

### Manifestações neuropsiquiátricas
Tem-se hipotetizado que a presença de manifestações neurológicas está relacionada com a inflamação sistêmica, a neurotoxicidade viral ou as alterações na coagulação e a tendência ao aparecimento de trombose em vasos de menor calibre da doença em fase aguda. Entre os sintomas mais comuns desta categoria achados em pacientes de COVID persistente descrevem-se a dificuldade para concentrar-se, a fadiga e a dor de cabeça, bem como alterações de carácter psicológico como transtorno por estresse pós-traumático, ansiedade ou depressão, ainda que não se conhece com segurança se estes últimos estão relacionados mais estreitamente com a experiência da hospitalização e/ou o tratamento da doença aguda que com a própria doença.

## Causas
Por se tratar de uma doença de aparecimento recente, desconhecem-se os mecanismos fisiopatológicos exatos pelos quais se dá a COVID-19 persistente, ainda que se especule que estes possuem uma origem multifatorial no que o dano multiorgânico tem um papel importante.
Outra teoria é que a sintomatologia do COVID persistente está relacionada com a abrupta resposta inflamatória observada em pacientes de COVID-19 grave. É frequente nestes pacientes observar uma síndrome de resposta inflamatória sistêmica que se compensa, a sua vez, com uma cascata anti-inflamatória. O delicado equilíbrio entre estas duas respostas por parte do organismo determina, em grande parte, o quadro clínico e o prognóstico associado à infecção por COVID-19. Ademais, observou-se que a resposta inflamatória através de tempestade de citocinas achada em pacientes de COVID-19 pode causar complicações que, a sua vez, provocam alterações com possíveis efeitos negativos em longo prazo como a síndrome de insuficiência respiratória grave, alterações na coagulação, má adaptação do sistema renina-angiotensina-aldosterona, hipo-perfusão orgânica ou choque séptico, entre outros. Estes processos, por tanto, podem acarretar consequências muito diversas: resultando numa ativação imune excessiva, uma ativação imune adequada, ou a emergência de um estado de imunossupressão que determinará a recuperação, a possível reativação do vírus ou o aparecimento de infecções secundárias.

## Diagnóstico
Já que o COVID-19 persistente é ainda um conceito patológico em desenvolvimento, não existem guias de prática clínica de alta qualidade que orientem sobre o adequado diagnóstico, pelo que se recomenda que este se realize através de um processo de descarte realizado com frequência através da avaliação clínica e do historial médico do paciente. Durante este processo analisam-se detalhadamente as estadias hospitalares do sujeito, com uma observação dos testes de diagnóstico realizados durante estas. Isto pode se complementar com diversos testes como análises de sangue que avaliem valores como a proteína C reativa, o fibringênio, o dímero D e a ferritina, se existe indicação. O uso de testes radiológicos pode considerar nos casos nos que se dão sintomas predominantemente respiratórios ou neurológicos, bem como provas complementares como ECG ou ecocardiografia em pacientes com suspeita de dano cardíaco.
Também adquire importância o descartar uma possível reinfecção por parte do profissional médico que, ainda que se dá com uma frequência muito baixa, pode comportar sintomas parecidos aos sofridos por pacientes com sequelas da COVID-19 inicial.

## Tratamento
O COVID-19 persistente é de recente aparecimento, pelo que a evidência com respeito ao tratamento regular pode ser limitada, e muitos dos ensaios clínicos aleatorizados focados a dar resposta a esta incógnita se acham em processo. Ao tratar de uma síndrome com uma grande variedade de manifestações e com origens muito diversas, o tratamento óptimo com frequência é individualizado e adaptado à função, necessidades e capacidades da pessoa afetada. Por isso, a síndrome pós-COVID é frequentemente tratado desde um enfoque multidisciplinar no que intervêm médicos, fisioterapeutas e nutricionistas, entre outros.
Dentro das intervenções terapêuticas recomendadas, as revisões mais recentes advogam pela realização de exercício terapêutico adaptado, englobado dentro de um programa desenhado por um médico reabilitador ou um fisioterapeuta, com vigilância da intensidade e estratégias de aderência ao tratamento, e adaptado às limitações possíveis achadas neste tipo de pacientes. Experientes em terapia ocupacional podem intervir para ajudar ao paciente a realizar atividades da vida diária e realizar adaptações necessárias na moradia. Assim mesmo, é recomendável otimizar o tratamento de patologias concomitantes como diabetes, hipertensão ou insuficiência renal crónica. A dor pode abordar-se através da prescrição de medicamentos analgésicos simples.
É frequente, ademais, proporcionar às pacientes ferramentas que permitam que estes levem a cabo um auto diagnóstico fiável através de dispositivos como medidores de pressão, oxímetros de pulso medidores de açúcar em sangue. Isto implica com frequência a realização de sessões de educação terapêutica para facilitar a aprendizagem e bom uso destes aparelhos.
As complicações relacionadas com sistemas específicos (pulmonares, renais, hepáticos, cardiovasculares) abordam-se com frequência através de intervenções individualizadas baseadas no problema em questão. Os pacientes de COVID-19 persistente, ademais, sofrem com frequência de problemas de saúde mental (ansiedade, depressão), em cujo caso é aconselhável a participação de psicólogos ou psiquiatras no tratamento.

## Prevenção
Um estudo de controle de casos publicado em The Lancet em setembro de 2021 realizado no Reino Unido descreveu que a probabilidade de padecer COVID-19 persistente é significativamente menor em pacientes que tenham recebido duas doses da vacinação.